# Uzgorki
Uzgorki (ros. Узгорки) – wieś (ros. деревня, trb. dieriewnia) w zachodniej Rosji, w osiedlu wiejskim Ponizowskoje rejonu rudniańskiego w obwodzie smoleńskim.

## Geografia
Miejscowość położona jest 2,5 km od granicy z Białorusią, przy drodze regionalnej 66A-4 (Dubrowo / 66K-30 – Uzgorki – granica z Białorusią / Kałyszki), 6 km od drogi regionalnej 66K-30 (Diemidow – Zaozierje), 10 km od centrum administracyjnego osiedla wiejskiego (sieło Ponizowje), 29 km od centrum administracyjnego rejonu (Rudnia), 82 km od Smoleńska.
W granicach miejscowości znajdują się ulice: Armianskaja, Cwietocznaja, Kołyszanskaja, Kołchoznaja, Mołodiożnaja, Sadowaja.

## Demografia
W 2010 r. miejscowość zamieszkiwały 164 osoby.